# Verglas massif

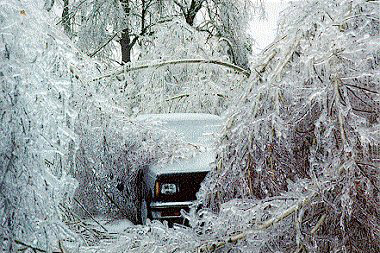
Dévastation causée par un verglas massif.

Un verglas massif, est une tempête météorologique synoptique dont une partie importante de ses précipitations tombe sous forme de pluie verglaçante alors que de la pluie provenant d'une certaine altitude gèle au contact du sol et des structures qui sont sous le point de congélation. Les accumulations de verglas doivent être importantes pour prendre cette appellation. Par exemple aux États-Unis, le National Weather Service demande qu'une tempête entraîne l'accumulation d'au moins 6,4 mm de glace sur les surfaces exposées.
Il est possible également de parler de tempête de pluie verglaçante bien que ce terme est généralement réservé dans un cas où les précipitations sont accompagnées de vents violents. Le terme tempête de verglas, un calque de l'anglais Ice Storm, est cependant à proscrire car ce n'est pas du verglas qui tombe mais bien de la pluie qui gèle ensuite au sol,.

## Dangers

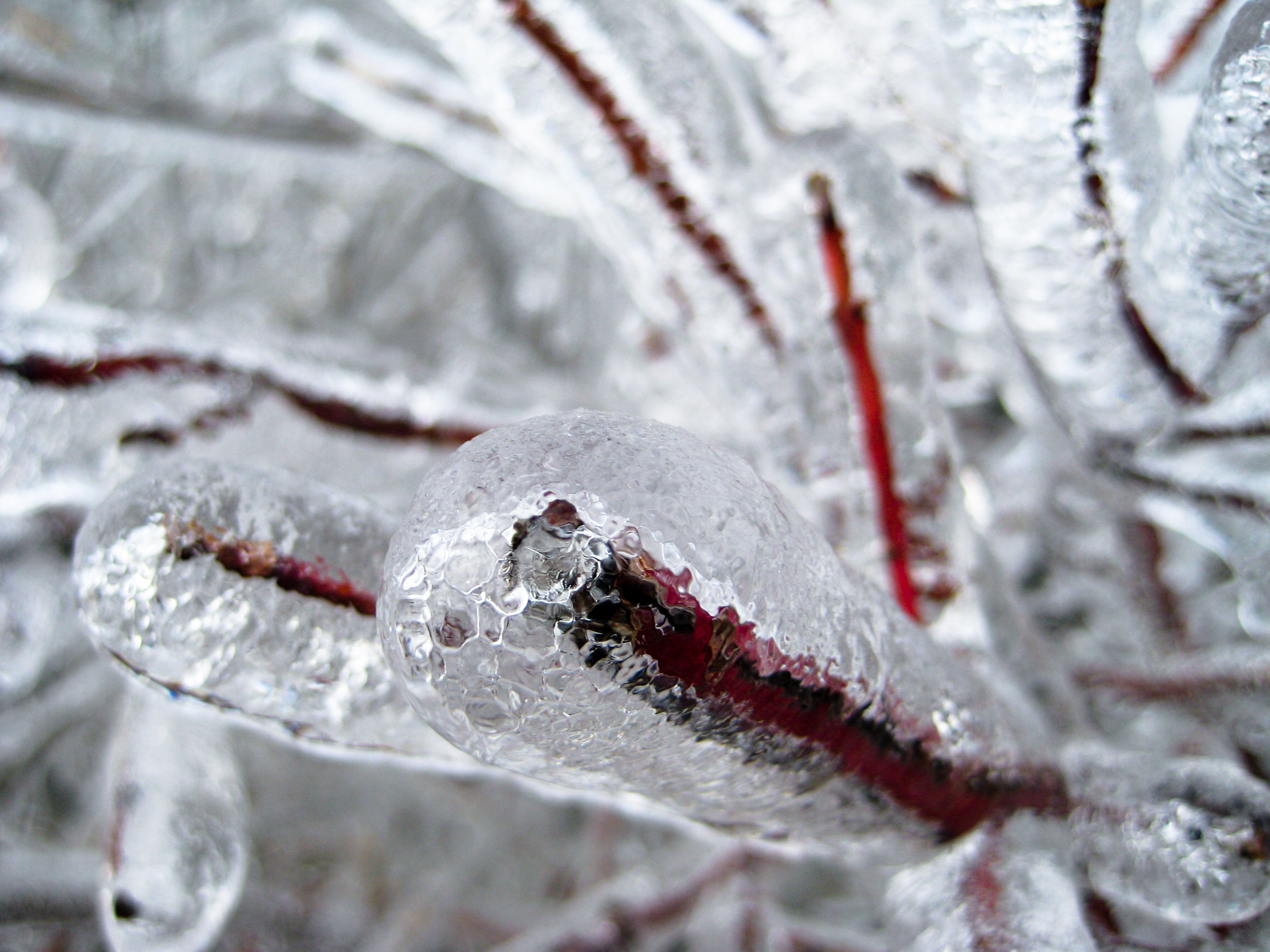
Branche piégée dans la glace.

La pluie verglaçante en gelant sur les structures cause de nombreux inconvénients et dangers. Le verglas qu'elle forme contient très peu de bulles d'air emprisonnées et prend donc la couleur de la surface sur laquelle il repose. Il rend les routes extrêmement glissantes et provoque de nombreuses pertes de contrôle. La pluie verglaçante est aussi particulièrement dangereuse pour les avions et hélicoptères en vol en formant une couche de glace sur toutes les surfaces ce qui change les caractéristiques aérodynamiques des appareils, modifiant leur portance, augmentant la masse, ou en givrant leurs moteurs ainsi que leurs tubes de Pitot.
Un verglas massif qui s'accumule sur les structures et les arbres peut également les faire s'effondrer par la masse supplémentaire et causer des pannes de courant, des bris aux arbres, etc. La perte d'électricité cause indirectement de nombreuses maladies et décès dus à une intoxication involontaire au monoxyde de carbone (CO). L'incidence relativement élevée d'empoisonnement au monoxyde de carbone pendant les tempêtes de verglas est due à l'utilisation de méthodes alternatives de chauffage et de cuisson pendant les pannes de courant prolongées : des génératrices à gaz, des barbecues au charbon de bois et au propane, ainsi que des appareils de chauffage au kérosène utilisés à l'intérieur sont à l'origine du problème,. La perte d'électricité pendant les tempêtes de verglas peut indirectement aussi entraîner l'hypothermie et la mort, ainsi que la rupture de tuyaux d'alimentation en eau en raison  en raison des températures froides extérieures qui s'infiltrent à l'intérieur.